# Victoria Walusansa
Victoria Walusansa-Abaliwano (nhũ danh Victoria Walusansa), là một bác sĩ phẫu thuật và bác sĩ ung thư người Uganda, làm việc với tư cách là Phó Giám đốc của Viện Ung thư Uganda (UCI), một tổ chức nghiên cứu và điều trị ung thư, có trụ sở tại Kampala, Uganda và phục vụ các quốc gia của Khu vực hồ lớn châu Phi.

## Bối cảnh và giáo dục
Cô sinh ra ở khu vực miền Trung Uganda, vào khoảng năm 1972. Năm 1992, cô được nhận vào trường Y khoa Đại học Makerere, tốt nghiệp năm 1997 với bằng Cử nhân Y khoa và Cử nhân Phẫu thuật (MBChB). Bốn năm sau, cô trở lại và ghi danh vào chương trình sau đại học, tốt nghiệp năm 2004 với bằng Thạc sĩ Y khoa (MMed) về Nội khoa. Sau đó, trong khoảng thời gian 14 tháng, từ tháng 7 năm 2007 đến tháng 8 năm 2008, cô được đào tạo thành Chuyên viên Ung thư sau tiến sĩ, tại Trung tâm Nghiên cứu Ung thư Fred Hutchinson, tại Seattle, Washington, Hoa Kỳ.

## Kinh nghiệm làm việc
Năm 2004, sau khi học MMed tại Makerere, cô đã báo cáo làm việc tại Viện Ung thư Uganda, để làm việc và học tập dưới quyền Giám đốc của Viện, Tiến sĩ Jackson Orem, lúc đó, là bác sĩ chuyên khoa ung thư duy nhất được đào tạo tại UCI. Nhưng Tiến sĩ Orem vừa được bổ nhiệm làm giám đốc điều hành và rất bận rộn, vì vậy Victoria Walusansa đã ở một mình trong hầu hết thời gian.
Vào năm 2007, một cơ hội đã xuất hiện dưới dạng một học bổng toàn phần để đào tạo thành một bác sĩ chuyên khoa ung thư tại Trung tâm nghiên cứu ung thư Fred Hutch ở bang Washington. Cô nắm lấy cơ hội, được gia đình và chủ nhân của cô ủng hộ. Cô là bác sĩ người Uganda đầu tiên trải qua khóa đào tạo về ung thư tại Fred Hutch. Tính đến tháng 8 năm 2014, tổng cộng 16 bác sĩ ung thư ở Uganda đã trải qua khóa đào tạo.